# Temple solaire d'Ouserkaf
Le temple solaire d'Ouserkaf est un temple solaire situé à Abousir, en Basse-Égypte, au sud-ouest du Caire, sur la rive ouest du Nil à la lisière du désert occidental. Il fait partie de la vaste nécropole memphite où les rois de la Ve dynastie se firent bâtir des temples solaires. Ce temple solaire, premier à être construit selon les sources, a été bâti sous le règne d'Ouserkaf, premier roi de la Ve dynastie, avant d'être considérablement remanié par ses successeurs.

## Histoire de la recherche

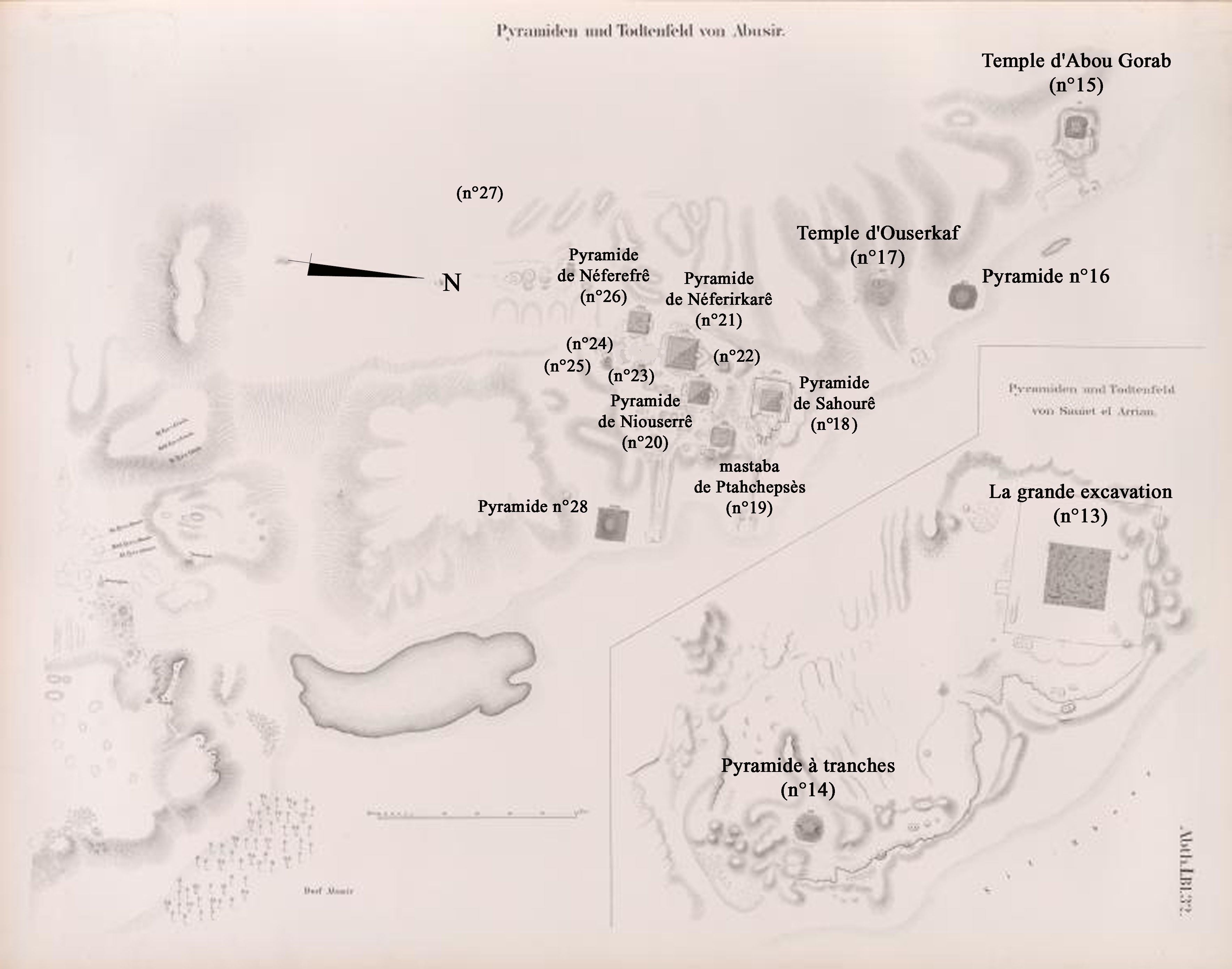
Carte d'Abousir - Abou Ghorab, selon Lepsius.

Le temple solaire d'Ouserkaf a été découvert par Karl Richard Lepsius en 1842, alors directeur de l'expédition prussienne en Égypte. Lepsius n'a pas reconnu le temple solaire en tant que tel et l'a plutôt inclus dans sa liste des pyramides, sous le numéro XVII. Lepsius n'a fouillé que superficiellement sur le monument et les premières fouilles du temple ont eu lieu bien plus tard, en 1907 et 1913, sous la direction de Ludwig Borchardt. Le principal travail de Borchardt fut cependant sur le cimetière royal voisin d'Abousir. Ce n'est que 40 ans plus tard, entre 1954 et 1957, sous l'impulsion cette fois de l'expédition germano-suisse dirigée par Herbert Ricke, que le temple a fait l'objet d'une fouille dédiée, dont les résultats ont été publiés en deux volumes.

## Le site d'Abousir
Le temple solaire d'Ouserkaf, qui porte le nom de nḫn-Rˁ (soit Nekhenrê, « l'Enclos de Rê »), est situé à environ 800 m au nord des pyramides d'Abousir, toutes datant de la Ve dynastie. Ce site d'Abousir reflète également le mythe du meurtre d'Osiris, dont le corps a été découpé en morceaux et enterré à différents endroits. Le nom vient du grec Bousiris, venant lui-même du nom égyptien Pr Wsjr (soit Per-Ousir, « Demeure d'Osiris »). Ce site est malgré tout situé relativement loin de la tombe d'Ouserkaf, qui est construite à Saqqarah, près du complexe funéraire de Djéser.

## Fonction
Ouserkaf a fondé (établi) un tout nouveau type de temple avec son sanctuaire solaire, qui devait être repris par cinq autres souverains de la Ve dynastie après lui. La raison semble avoir été un changement dans la vision religieuse du monde, qui n'avait plus le roi comme dieu central du monde, mais le dieu soleil Rê. Le roi n'est plus considéré que comme son fils, lien symbolisé par le nouvel épithète de sa titulature Sa-Rê, c'est-à-dire littéralement « Fils de Rê ». Cela a également provoqué un changement dans le culte funéraire royal. Avec son orientation occidentale, le sanctuaire solaire formait un lieu de culte pour le dieu soleil couchant (c'est-à-dire mourant) et faisait donc partie du complexe de la pyramide royale - même si des distances spatiales considérables séparaient les deux. Les deux bâtiments ensemble devaient permettre au roi de se rendre de l'autre côté et de s'unir à son père divin.
En raison de son lien avec le complexe de la pyramide, le temple solaire est en partie similaire à la pyramide dans sa structure. Elle possède un temple de vallée, une chaussée et un temple supérieur (qui correspond au temple mortuaire dans les complexes de pyramides). Cependant, il n'y a pas d'autres similitudes et le concept global du sanctuaire diffère considérablement d'un complexe pyramidal.

## Le nom du temple
Le temple solaire d'Ouserkaf a été appelé Nekhenrê (translittération de Nḫn Rˁ.w) par les anciens Égyptiens, qui a été traduit par « l'Enclos de Rê » ou « la Forteresse de Rê ». Selon Coppens, Janák, Lehner, Verner, Vymazalová, Wilkinson et Zemina, Nḫn ici pourrait se référer à la ville de Nekhen, également connue sous le nom de Hiérakonpolis, plutôt qu'à une simple forteresse. Nekhen était une forteresse et un siège du pouvoir pour les rois prédynastiques tardifs qui unifièrent l'Égypte. Ils proposent qu'Ouserkaf ait pu choisir ce nom pour souligner la nature victorieuse et unificatrice du culte de Rê ou, du moins, pour représenter une signification symbolique en relation avec la royauté. D'ailleurs, Nekhen était aussi le nom d'une institution chargée de fournir des ressources au roi vivant ainsi qu'à son culte funéraire après sa mort. En conséquence, le vrai sens de Nekhenrê pourrait être plus proche de « La Nekhen de Rê ».

## Le temple d'Ouserkaf

### Temple initial
Le temple a été trouvé fortement détruit, de sorte que toute reconstruction reste très problématique. Le temple principal consistait à l'origine en une grande structure solide de type mastaba avec un mât au sommet, il s'agit peut-être de la représentation de la butte du sanctuaire de Nekhen. On peut le deviner d'après les références dans les textes où le temple est représenté comme un mastaba avec un mât. Il était entouré d'un mur, deux chapelles d'offrandes étaient placées devant cette structure principale. Elles n'avaient chacune qu'une seule pièce. Le temple fut très probablement érigé au plus tard l'an 6 du règne du roi, comme le mentionne la pierre de Palerme. En effet, selon les annales royales, à partir de sa sixième année de son règne, Ouserkaf ordonna que deux bœufs et deux oies soient sacrifiés quotidiennement dans le Nekhenrê. Ces animaux semblent avoir été massacrés à l'intérieur ou autour du temple haut, la chaussée étant suffisamment large pour que les bœufs vivants puissent y remonter.
L'obélisque ne faisait probablement pas partie du temple initial, en effet ce n'est qu'à partir de Néferirkarê Kakaï que le temple est mentionné avec un obélisque dans le nom. Cette hypothèse a été émise par Ricke sur la base de l'écriture hiéroglyphique du nom du sanctuaire, dans laquelle le déterminatif est seulement représenté sous la forme d'une pyramide tronquée avec une ligne épaissie au sommet au lieu de l'obélisque. Ricke pensait donc que dans la première phase de construction, il n'y avait qu'un mât au bout duquel était fixé un disque doré. La reconstruction de Ricke a été mise en doute à plusieurs reprises dans les recherches, mais une comparaison de toutes les orthographes du nom du sanctuaire d'Userkaf semble suggérer qu'il y a eu une première phase de construction sans obélisque et une phase ultérieure avec un obélisque.

### Temple de la vallée et chaussée

Plan du temple solaire d'Ouserkaf

Le temple de la vallée du sanctuaire d'Ouserkaf n'a pas d'orientation vers les points cardinaux, ce qui est très inhabituel pour un complexe de temple égyptien. De plan rectangulaire, il est divisé en quatre parties : une antichambre, une partie centrale, une cour ouverte à piliers et une zone à sept niches. Dans les débris du temple a été trouvée une tête en pierre d'un roi, très probablement le roi Ouserkaf. Il est possible que le temple de la vallée n'ait pas été construit sous Ouserkaf, mais plus tard peut-être sous Niouserrê. On a trouvé des marques de construction qui ne sont attestées que pour ce roi. Le temple n'était pas décoré de reliefs ou d'inscriptions, du moins rien de tout cela n'a survécu.
La chaussée est également inhabituelle, car elle ne se fait ni sur l'axe principal du temple de la vallée ni sur celui du temple supérieur. Il existe certaines similitudes structurelles avec les chaussées des tombes des prédécesseurs d'Ouserkaf, Mykérinos (Menkaourê) et Chepseskaf. Elle est longue de 165 m et était séparée en une grande chaussée centrale et deux petites voies latérales plus étroites.

### Temple haut
La partie principale du sanctuaire était le temple supérieur orienté est-ouest, dans la moitié occidentale duquel se trouvait autrefois un obélisque en granit rouge, mais qui n'est aujourd'hui conservé que par quelques fragments. Le temple haut couvrait une superficie de 44 × 83 m. Ce temple a été construit en quatre phases de construction au total, dont la deuxième aurait pu avoir lieu sous le pharaon Sahourê, puis sous ses successeurs Néferirkarê et Niouserrê, ce qui a considérablement modifié son apparence. Ainsi, le plan d'origine carré a été étendu à un plan rectangulaire. À l'est de l'obélisque, devant celui-ci, il y avait un autel de sacrifice pour le dieu soleil, au sud et au nord de celui-ci, il y avait deux sanctuaires, probablement pour les statues de Rê et d'Hathor. D'autres parties du temple comportaient les magasins. Le sanctuaire était entouré d'un mur aux angles arrondis. On ne sait pas encore si cette dernière était uniquement due à des raisons spécifiques lors de la construction ou s'il existe une représentation symbolique de la colline d'origine.

## Statues du temple

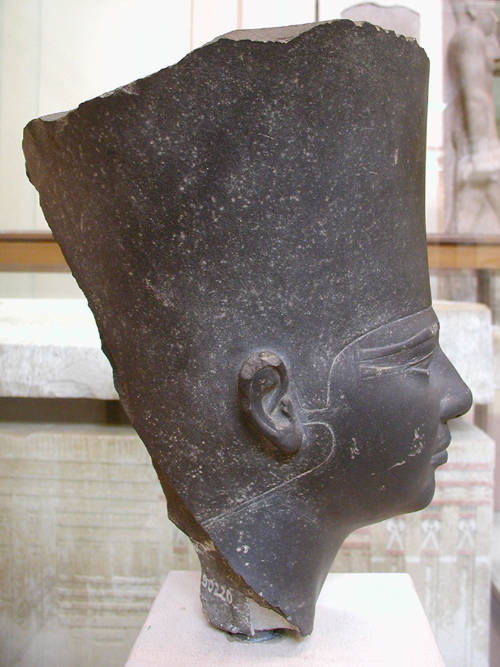
Tête de statue d'Ouserkaf, retrouvée dans son temple solaire, Musée égyptien du Caire.

Les restes de plusieurs statues du roi ont été retrouvés dans le sanctuaire d'Ouserkaf. La plus importante d'entre elles a été découverte par Ricke à l'extérieur du temple de la vallée et se trouve aujourd'hui au Musée égyptien du Caire (Inv. n° JE 90220). Elle est faite de grauwacke et mesure 45 × 26 × 25 cm. Le roi est représenté sans barbe et porte sur la tête la couronne rouge de Basse-Égypte. Herbert Ricke a d'abord supposé qu'il s'agissait d'un portrait de la déesse Neith, qui était également représentée de cette façon. Plus tard, cependant, on a découvert les restes d'une moustache peinte à la peinture noire, ce qui a clairement confirmé qu'il s'agissait de la statue d'un roi.
Parmi les autres découvertes de statues du sanctuaire d'Ouserkaf, on trouve de petits fragments de calcaire, de granit et de grès rouge, qui ont été découverts par Ludwig Borchardt dès 1907. Un autre morceau d'albâtre appartenait à l'origine à une statue presque grandeur nature. Il montre la bouche et le menton du roi et se trouve actuellement au Musée égyptien de Berlin (Inv.-No. 19774),.

## Utilisation postérieure
De nombreuses empreintes de sceaux ont été trouvées. La plupart d'entre eux portent le nom d'un roi, dont Ouserkaf, Sahourê, Niouserrê, Djedkarê Isési et Ounas, ce qui prouve que le temple a été utilisé au moins jusqu'à la fin de la Ve dynastie. Ceci est également confirmé par les poteries trouvées. En revanche, le temple de la vallée a été utilisé jusqu'à la fin de la VIe dynastie, selon les restes de poterie retrouvées. 
Du Nouvel Empire viennent plusieurs inscriptions de visiteurs, l'une d'entre elles a été faite par le reporter du roi Iamunedjeh, une personne bien connue d'autres sources. Il a vécu sous Thoutmôsis III, environ 1000 ans après la construction du bâtiment. Dans son inscription, le temple est décrit comme une pyramide (en égyptien : mr). De toute évidence, l'obélisque s'était effondré avant le Nouvel Empire et les restes ont été interprétés comme une pyramide.